# Анфиса (имя)
Анфи́са (др.-греч. Ἀνθοῦσα — «цветущая») — женское русское личное имя греческого происхождения. Имя происходит из греческого слова ἀνθοφόρος — «цветущая», которое в свою очередь выводится из ἀνθέω — «цвести, цветение». В. А. Никонов считал первоначальным значением имени «цветок» (ἄνθος).
На Русь принесено вместе с христианством из Византии.
Анфиса восходит к старой форме имени Анфуса, демонстрирующая изменения грецизма в церковнославянском языке. Разговорными вариантами являются Анфиза, Анфуза, Онфиса.
Имя распространено также среди народов Северного Кавказа (абхазо-адыгские, кабардино-черкесский, ингушский языки). Среди русского населения России имя практически вышло из употребления к середине 1980-х годов. Среди родившихся в 1979 году имя Анфиса использовалось с частотой около 1 из 100 000.

## Именины
- Православные[1]: 7 марта, 25 апреля, 9 августа, 4 сентября, 9 сентября, 4 ноября, 21 декабря.